# 骑士资本集团
骑士资本集团（英語：Knight Capital Group），俗称骑士资本，是一家美国金融服务公司，主要业务包括做市、电子交易执行、机构销售等。 骑士资本凭借其高频交易算法，曾经是美国股票行业最大的交易商，一度占据纽约证券交易所17.3%和纳斯达克16.9%的交易额。该公司的计算机程序在2012年8月发生交易错误，不仅在当时引发了大幅市场动荡，还造成自身4.6亿美元的损失，其后集团被Getco LLC并购，之后改名形成现在的KCG控股（首字母恰好与骑士资本集团原名符合）。